# بارك وو-هيون
بارك وو-هيون (هانغل: 박우현) هو لاعب كرة قدم كوري جنوبي في مركز الدفاع، ولد في 28 أبريل 1980 في سوكوتشو في كوريا الجنوبية. لعب مع نادي بوسان أي بارك ونادي سونغنام.

## وصلات خارجية
- بارك وو-هيون على موقع دوري كوريا الجنوبية (الإنجليزية)
- بارك وو-هيون على موقع قاعدة بيانات كرة القدم.إي يو (الإنجليزية)